# غلوجة عليا
غلوجة عليا (بالفارسية: گلوجه علیا) هي منطقة سكنية تقع في قسم تشاراويماق المركزي في إيران. يقدر عدد سكانها بـ 38 نسمة .